# The End of Nature
The End of Nature est un livre écrit par Bill McKibben, et publié par Random House en 1989. Il est considéré comme l'un des premiers livres sur le réchauffement climatique à destination du grand public. Bill McKibben a pensé que le simple fait d'énoncer le problème inciterait les gens à agir.

## Contenu de l'ouvrage
Il décrit la nature comme une force auparavant indépendante des êtres humains mais maintenant directement affectée par les actions des gens : 
« Si les vagues s'écrasent contre la plage, érodant les dunes et détruisant les maisons, ce n'est pas le pouvoir impressionnant de Mère Nature. C'est le pouvoir impressionnant de Mère Nature tel qu'altéré par le pouvoir impressionnant de l'homme, qui a modifié en un siècle des processus qui avaient lentement évolué et changé depuis la naissance de la Terre ».
Il propose deux voies : « le réflexe de défi » ou un mode de vie « plus humble ».